# Christian Ravel
Christian Ravel (7 augustus 1948- Francorchamps, 14 juli 1972) was een Frans motorcoureur. 

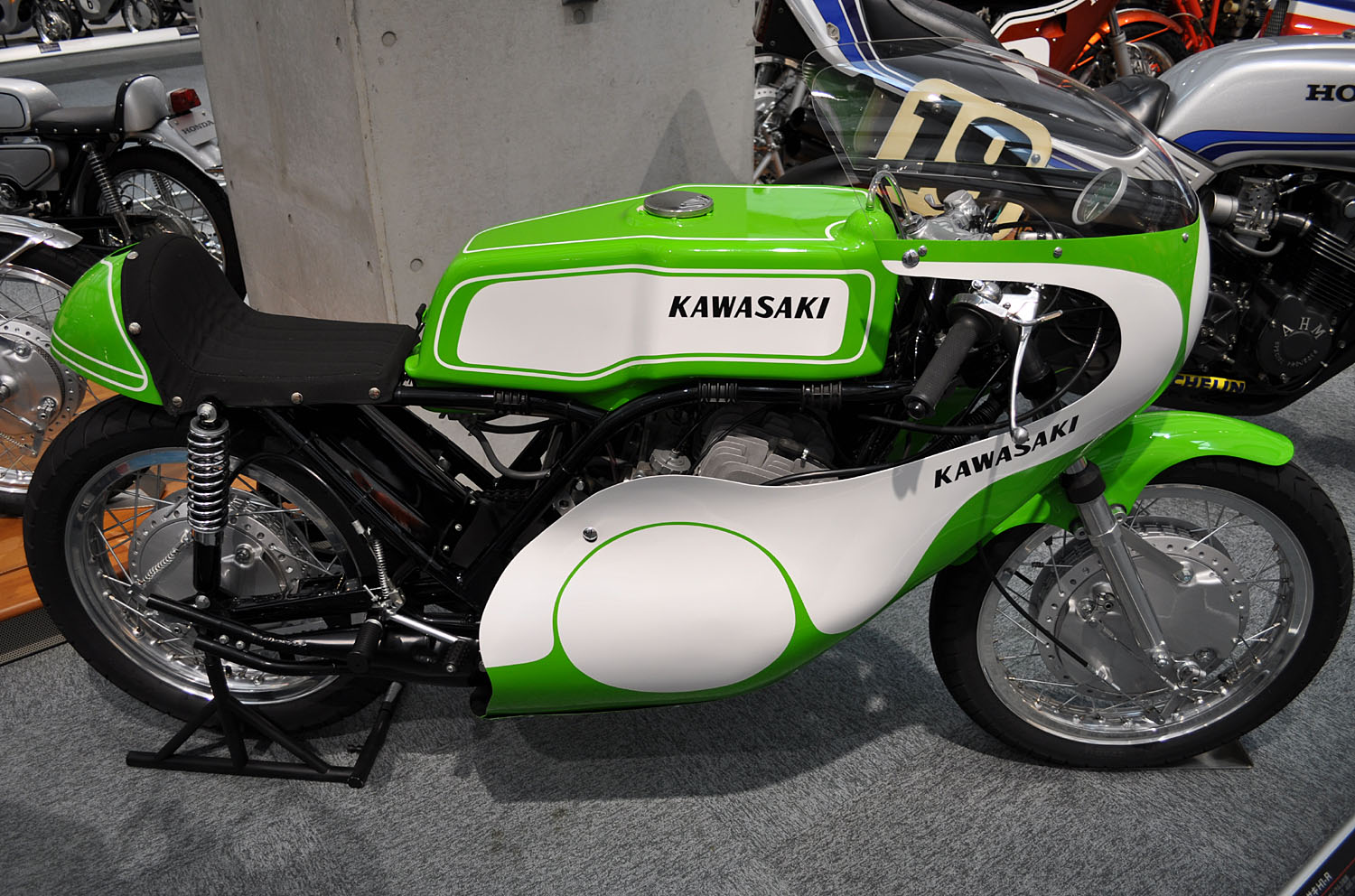
De Kawasaki H 1 R was de raceversie van de Kawasaki H 1 500 Mach III

## Carrière
Al op zijn twaalfde jaar ging Christian Ravel kijken naar de races van zijn broer op het circuit van Montlhéry. 
In 1966 werd hij zelf Frans kampioen in de 250 cc klasse met een Ducati en een Yamaha TD 1 B. 
In 1967 nam hij al voor het eerst deel aan een wedstrijd om het wereldkampioenschap wegrace op het Circuit de Charade in Clermont-Ferrand. 
In 1969 werd hij opgenomen in het Écurie-Sonauto-Yamaha team van de Franse importeur. Met een Yamaha TD 2 werd hij in het 250 cc wereldkampioenschap negende in de Grand Prix van Finland en tiende in de TT van Assen en hij eindigde op de gedeelde 44e plaats in het WK. 
In 1970 reed hij samen met Louis Tébec met een Kawasaki H 1 500 Mach III van de Franse dealer Xavier Maugendre in de 1.000 km van Le Mans. Ze wonnen deze race en Ravel kreeg een aanbod van het 500 cc Grand Prix team van Maugendre, Écurie Kawasaki-Baranne, om samen met Eric Offenstadt een fabrieks- Kawasaki H 1 R in het wereldkampioenschap 500 cc in te zetten. Met die motor werd hij Frans kampioen in de 500 cc klasse. In 1970 werd hij achtste in de Grand Prix van Frankrijk, maar toen werd het wereldkampioenschap nog volledig beheerst door Giacomo Agostini met zijn MV Agusta. Strijd werd er alleen geleverd om de plaatsen achter hem, en de tweetaktmotoren van Kawasaki en Suzuki begonnen juist de andere viertakten, zoals de Seeley's, de Patons en de Linto's, te verdringen. De Kawasaki H 1 R en de Suzuki T 500 waren echter afgeleid van gewone straatmodellen. Des te verrassender was het dat Christian Ravel in de regenachtige Grand Prix van België op het circuit van Spa-Francorchamps de hele race de tweede plaats wist vast te houden. Net als de andere tweetaktrijders had hij het probleem van het hoge brandstofverbruik, waardoor hij zelfs een extra tankstop moest maken. Hij had echter een dermate grote voorsprong op de rest van het veld dat het hem geen positie kostte. Dit was echter al de race waarin de wereldtitel beslist werd want het was de zesde overwinning van Agostini. In de GP van de DDR kostte de tankstop Christian Ravel wel een podiumplaats. Hij werd er vijfde. In de GP van Finland startte Christian Ravel als snelste en na twee ronden lag hij nog steeds op kop, maar daarna viel hij uit. Dat gebeurde ook in de Ulster Grand Prix en de Grand Prix des Nations, maar in de Grand Prix van Spanje werd hij weer achtste. In het wereldkampioenschap 500 cc van 1970 eindigde hij op de zevende plaats.

## Overlijden
In 1971 viel Christian Ravel in het begin van het seizoen uit in alle races waarin hij startte. Tijdens de vijfde Grand Prix, die van België, vloog hij bij Blanchimont tegen de vangrail. Hij werd naar het ziekenhuis van Francorchamps gevlogen, waar hij korte tijd later overleed. 